# Anthony Field
Anthony Donald Joseph Field, cunoscut ca Anthony Field (n. 8 martie 1963, City of Gosford⁠(d), Noul Wales de Sud, Australia), este un cântăreț, actor, compozitor și producător australian, membru al formației The Wiggles din anul 1991.